# Eucalyptus brachycorys
Eucalyptus brachycorys är en myrtenväxtart som beskrevs av William Faris Blakely. Eucalyptus brachycorys ingår i släktet Eucalyptus och familjen myrtenväxter. Inga underarter finns listade i Catalogue of Life.